# Gródki (województwo warmińsko-mazurskie)
Gródki (niem. Grodtken) – wieś w Polsce położona w województwie warmińsko-mazurskim, w powiecie działdowskim, w gminie Płośnica, przy drodze DW544 Działdowo – Lidzbark.
W latach 1975–1998 miejscowość administracyjnie należała do województwa ciechanowskiego.
Wieś założona w 1328.

## Dwór
We wsi znajduje się piętrowy, neobarokowy dwór w Gródkach zbudowany na planie prostokąta na początku XX w., który był własnością niemieckiej rodziny von Boddienów. Główne wejście w dwupiętrowym  ryzalicie w ozdobnym portalu pomiędzy dwoma fryzami podtrzymującymi fronton typu entrecoupé (z przerwą). W przerwie kartusz z herbem rodziny przedstawiający snopek i przedramię z szablą.  Po wojnie światowej dwór otrzymał właściciel ziemski Rajmund Stodolski herbu Plon. Integralną częścią zespołu dworskiego jest park z trzema stawami i stajnia z 1845. Po II wojnie światowej w pałacu mieściła się szkoła rolnicza, pomieszczenia budynku służyły niegdyś jako mieszkania dla pracowników zespołu szkół średnich oraz przedszkole. W chwili obecnej pałac nie jest użytkowany. Wieś z każdej strony otoczona jest lasami.
W lesie pomiędzy Gródkami a Gruszką znajduje się głaz narzutowy, który jest pozostałością po ostatnim zlodowaceniu. Natomiast w lesie pomiędzy Gródkami a Priomą, niedaleko trasy Działdowo – Lidzbark, znajduje się zespół owalnych kurhanów datowanych na wczesną epokę żelaza. Nasypy mają po ok. 20 m średnicy i ok. 2 m wysokości.
We wsi znajduje się szkoła podstawowa.